# Municipio de Sodville
El municipio de Sodville (en inglés: Sodville Township) es un municipio ubicado en el condado de Ford en el estado estadounidense de Kansas. En el año 2010 tenía una población de 109 habitantes y una densidad poblacional de 0,75 personas por km².

## Geografía
El municipio de Sodville se encuentra ubicado en las coordenadas 37°30′57″N 99°45′13″O / 37.51583, -99.75361. Según la Oficina del Censo de los Estados Unidos, el municipio tiene una superficie total de 145.02 km², de la cual 145 km² corresponden a tierra firme y (0,01 %) 0,02 km² es agua.

## Demografía
Según el censo de 2010, había 109 personas residiendo en el municipio de Sodville. La densidad de población era de 0,75 hab./km². De los 109 habitantes, el municipio de Sodville estaba compuesto por el 97,25 % blancos, el 1,83 % eran amerindios, el 0,92 % eran de otras razas. Del total de la población el 5,5 % eran hispanos o latinos de cualquier raza.